# Efebo di Selinunte
L'Efebo di Selinunte è una statua di efebo risalente alla fase della colonizzazione greca della Sicilia, custodito presso il Museo Civico Selinuntino di Castelvetrano. 
Recenti studi lo identificano come Dioniso Íakchos.

## Descrizione
La statua, alta circa 85 cm e realizzata in bronzo, risale al periodo compreso tra il 480 e il 460 a.C. Tuttavia, presenta elementi che testimoniano interventi successivi alla sua creazione. 
La testa sembrerebbe di fattura più antica del corpo. "...subì in antico una serie di interventi che ne modificarono sensibilmente l'aspetto, non solo con l'applicazione di una nuova testa, ma anche con l'allungamento innaturale delle gambe e del torso". (Fonte: Lezioni di archeologia, Daniele Manacorda, Editori Laterza).

## Storia
L'Efebo di Selinunte risale al V secolo a.C. ed è stato ritrovato, da un fanciullo trovatello, tale Benedetto Prussiano, nel 1882, in località Ponte Galera, nel comune di Castelvetrano. La statuetta fu venduta al Comune di Castelvetrano per 7.000 lire dell'epoca. La statua venne sistemata nell'appena costituito Museo Selinuntino e successivamente nella chiesa di San Domenico; nel 1927 fu sottoposta ad un primo restauro presso il Museo di Siracusa,  sotto la direzione di Paolo Orsi. Fu quindi esposto a Palermo al Museo Nazionale. 
Nel 1933, per ordine espresso del ministro Francesco Ercoli, il bronzo fu riportato a Castelvetrano ed esposto nel gabinetto del podestà su un piedistallo di marmo. È solo una leggenda metropolitana che i sindaci di Castelvetrano lo usassero come cappelliera, mentre è vero che la gente lo aveva soprannominato «'u pupu» (la statuetta o il bambino). 
La notte del 30 ottobre 1962 l'Efebo venne rubato e i banditi tentarono di venderlo a collezionisti d'arte esteri ma senza successo, e al comune di Castelvetrano giunse persino una richiesta di riscatto di 30 milioni di lire. Infine nel 1968 la polizia, sotto il comando del questore di Agrigento Ugo Macera, organizzò un'azione di recupero a Foligno che portò a uno scontro a fuoco e all'arresto di quattro persone: nel corso dell'operazione vi fu l'intervento diretto di Rodolfo Siviero, ministro plenipotenziario, noto esperto d'arte, che si finse un ricettatore interessato all'acquisto per fare uscire allo scoperto i colpevoli. Per il recupero il comune di Castelvetrano donò sette medaglie d'oro ai protagonisti dell'operazione. Dopo essere stato sottoposto a un secondo restauro a Roma, l'Efebo fu esposto per anni al Museo Salinas di Palermo, per essere finalmente restituito a Castelvetrano, dove fece ritorno il 20 marzo 1997, degnamente collocato nella sala dedicatagli nel nuovo Museo Civico Selinuntino in Palazzo Maio.